# Hayingen
Hayingen är en stad i Landkreis Reutlingen i delstaten Baden-Württemberg i Tyskland. Kommunen består av ortsdelarna (tyska Ortsteile) Hayingen,  Anhausen, Ehestetten, Indelhausen och Münzdorf. Folkmängden uppgår till cirka 2 300 invånare, på en yta av 63,36 kvadratkilometer.
staden ingår i kommunalförbundet Zwiefalten-Hayingen tillsammans med kommunerna Pfronstetten och Zwiefalten.

## Befolkningsutveckling
| Befolkningsutvecklingen i Hayingen 1975–2015 | Befolkningsutvecklingen i Hayingen 1975–2015 | Befolkningsutvecklingen i Hayingen 1975–2015 | Befolkningsutvecklingen i Hayingen 1975–2015 | Befolkningsutvecklingen i Hayingen 1975–2015 |
| -------------------------------------------- | -------------------------------------------- | -------------------------------------------- | -------------------------------------------- | -------------------------------------------- |
|                                              |                                              |                                              |                                              |                                              |
| År                                           |                                              |                                              | Folkmängd                                    | Areal (ha)                                   |
| 1975                                         | 1975                                         |                                              | 2 096                                        | 6 335                                        |
| 1980                                         | 1980                                         |                                              | 2 024                                        | 6 334                                        |
| 1985                                         | 1985                                         |                                              | 2 063                                        |                                              |
| 1990                                         | 1990                                         |                                              | 2 125                                        |                                              |
| 1995                                         | 1995                                         |                                              | 2 164                                        | 6 331                                        |
| 2000                                         | 2000                                         |                                              | 2 149                                        |                                              |
| 2005                                         | 2005                                         |                                              | 2 224                                        | 6 333                                        |
| 2010                                         | 2010                                         |                                              | 2 127                                        | 6 334                                        |
| 2015                                         | 2015                                         |                                              | 2 206                                        | 6 337                                        |
|                                              |                                              |                                              |                                              |                                              |